# 111 Murray Street
111 Murray Street (anteriormente conocido como 101 Murray Street o 101 Tribeca) es un rascacielos residencial en construcción desarrollado por Witkoff Grupo y Fisher Brothers en Tribeca, Manhattan, Nueva York.

## Descripción
Según Winston C. Fisher, de Fisher Brothers, el edificio contará con 156 pisos de lujo. La torre se alzará 241.4 m hasta su pináculo, y tendrá 195 metros cuadrados de espacio comercial en la planta baja. Una vez terminado, el edificio será la tercera estructura más alta en Tribeca, después de 30 Park Place y 56 Leonard Street, y tendrá la misma altura que el Edificio Woolworth. Una plaza de 985 metros cuadrados se ubicará adyacente a la torre.

## Construcción
La torre está siendo construida en el solar que ocupaba el antiguo edificio de la Universidad de San Juan, en el 101 de la Calle Murray. En mayo de 2015, los desarrolladores estaban a punto de cerrar la financiación del proyecto con la ayuda de una aseguradora china. En junio de 2015, la demolición de la estructura casi se había completado, y una vez retirados los escombros, se iniciaron los trabajos de cimentación que duraron un año. Los equipos realizaron la perforación de los cimientos en vez de hincado de pilotes. Hasta que la torre sea coronada pasará un año, y hasta que el edificio esté ocupado un año más, en 2018.

## Galería

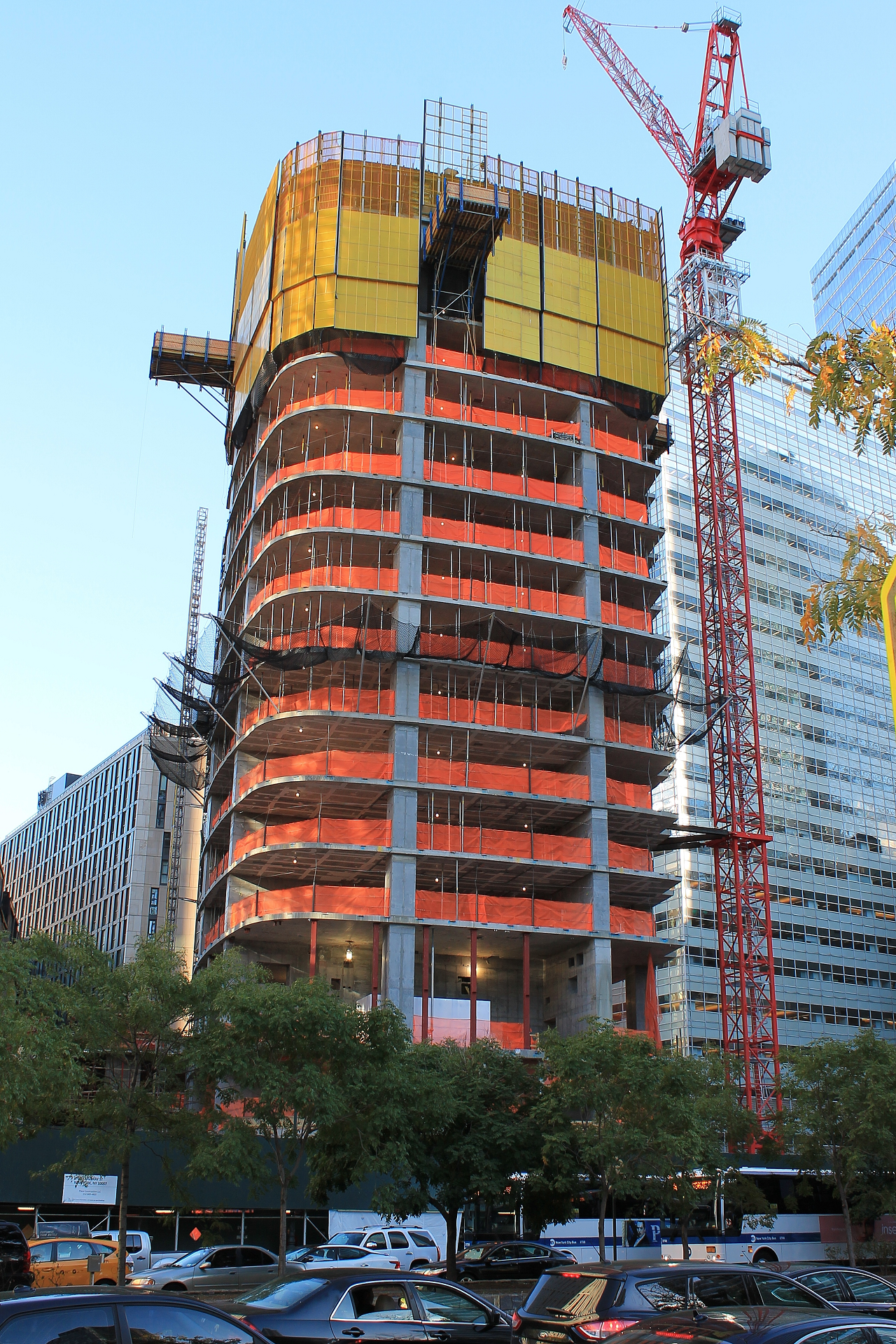
Octubre de 2016
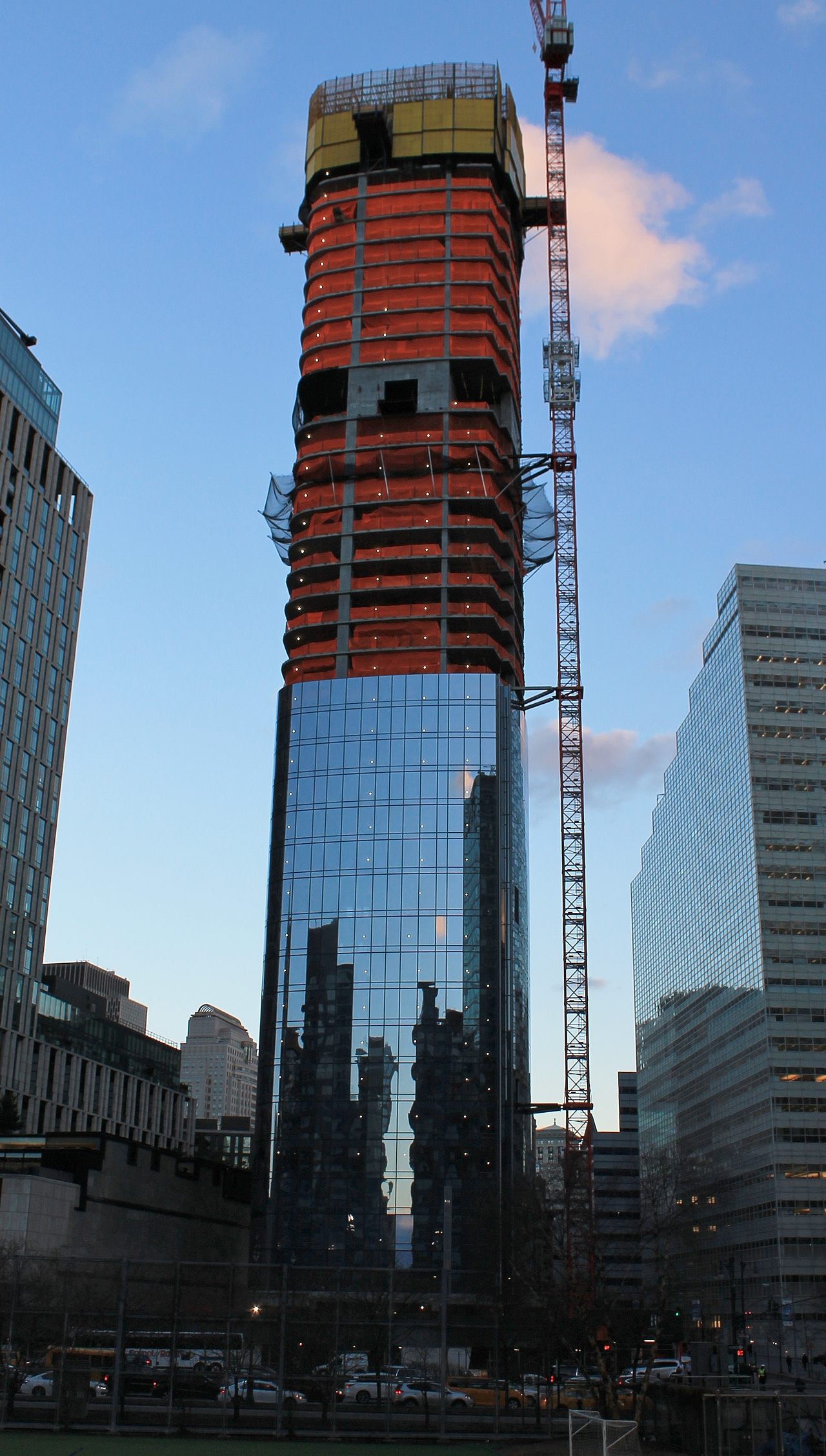
Enero de 2017